# La blanca paloma
La blanca paloma (The White Dove en inglés) es una película de acción, drama y romance de 1989, dirigida por Juan Miñón, que a su vez la escribió junto a Manolo Matji y protagonizada por Francisco Rabal, Antonio Banderas y Emma Suárez, entre otros. 
El filme fue realizado por Creativos Asociados de Radio y Televisión (CARTEL), Radio Televisión Española (RTVE) y Xaloc, se estrenó en octubre de 1989. 

## Sinopsis
En un poblado vasco, un hombre abusa sexualmente de su hija; por otro lado un individuo se enamora de ella. La adversidad continúa cuando este sujeto pretende frenar esa horrible situación.